# Journal of Neuro-Ophthalmology
Journal of Neuro-Ophthalmology (skrót: J Neuroophthalmol) – amerykańskie czasopismo naukowe specjalizujące się w publikowaniu prac z obszaru neurookulistyki, wydawane od 1978 roku. Oficjalny organ North American Neuro-Ophthalmology Society. Kwartalnik.
Czasopismo publikuje oryginalne, recenzowane prace kliniczne oraz badania podstawowe z zakresu neurookulistyki (obszaru wspólnego neurologii i okulistyki). Prace dotyczą diagnozowania i leczenia schorzeń o podłożu okulistycznym, neurologicznym, hormonalnym, zapalnym lub nowotworowym, które mają wpływ na widzenie. Poza artykułami ukazują się także m.in. recenzje, opinie, materiały zdjęciowe, artykuły redakcyjne, komunikaty, listy i wywiady.
Redaktorami naczelnymi (ang. editors-in-chief) czasopisma byli kolejno: J. Lawton Smith (1978–1994), Ronald M. Burde (1994–2001) oraz Jonathan D. Trobe (2001–2009). Obecnie funkcję tę sprawuje Lanning B. Kline – związany z Department of Ophthalmology and Visual Sciences School of Medicine University of Alabama at Birmingham. Kwestie wydawniczo–techniczne tytułu leżą w gestii wydawnictwa Lippincott, Williams & Wilkins. W latach 1981–1993 periodyk ukazywał się pod nazwą „Journal of Clinical Neuro-Ophthalmology".
Pismo ma współczynnik wpływu impact factor (IF) wynoszący 2,152 (2017) oraz wskaźnik Hirscha równy 47 (2017). W międzynarodowym rankingu SCImago Journal Rank (SJR) mierzącym znaczenie i prestiż poszczególnych czasopism naukowych „Journal of Neuro-Ophthalmology" zostało w 2017 sklasyfikowane na 54. miejscu wśród czasopism z dziedziny okulistyki.
W polskich wykazach czasopism punktowanych przez Ministerstwo Nauki i Szkolnictwa Wyższego publikacja w tym czasopiśmie otrzymała: 20–25 pkt (2013–2016) oraz 70 pkt (2019). 